# South East Point
Der South East Point (in Argentinien Punta Sudeste, in Chile Punta Sur Este) ist eine Landspitze, die den südöstlichen Ausläufer von Deception Island im Archipel der Südlichen Shetlandinseln markiert. Sie liegt 1,5 km ostnordöstlich des Fildes Point.
Der britische Polarreisende Henry Foster kartierte sie im Zuge seiner Antarktisfahrt mit der HMS Chanticleer (1827–1831). Das Amt für Hydrographie der britischen Admiralität nahm 1949 im Zuge der von Lieutenant Commander David Neil Penfold (1913–1991) von der Royal Navy durchgeführten Vermessungen von Deception Island die deskriptive Benennung vor.